# 尤加尼克島
尤加尼克島是美國阿拉斯加州的島嶼，位於太平洋海域，屬於科迪亞克群島的一部分，長25公里、寬8公里，面積156.7平方公里，最高點海拔高度219米，島上無人居住。
57°53′13″N 153°21′22″W / 57.8869444°N 153.3561111°W